# コンラート1世 (ルクセンブルク伯)
コンラート1世（ドイツ語：Konrad I., 1040年ごろ - 1086年8月8日）は、ルクセンブルク伯（在位：1059年 - 1086年）。

## 生涯
ルクセンブルク伯ギゼルベルトの息子で、1059年に父の跡を継いでルクセンブルク伯となった。コンラート1世は、トリーアのザンクト＝マクシミン修道院に関してトリーア大司教との対立に巻き込まれた。大司教はコンラート1世を破門にし、コンラート1世は破門の解除のために償いを行い、エルサレムへの巡礼を行わなければならなかった。1086年、コンラート1世は旅からの帰路の途中、イタリアで死去した。
コンラート1世は1070年にシニー伯アルヌール1世とともにオルヴァル修道院を、1083年にアルトミュンスター修道院を創建した。

## 結婚と子女
1075年ごろにアキテーヌ公ギヨーム7世とエルメザンドの娘クレマンス（1060年 - 1142年）と結婚し、以下の子女をもうけた。
- マティルデ（1070年没） - ブライスガウ伯ゴットフリート（1075年没）と結婚
- ハインリヒ3世（1096年没） - ルクセンブルク伯[6]
- ルドルフ（1099年没） - ヴェルダンのサン＝ヴァンヌ修道院長
- コンラート
- アダルベロ（1098年没） - メッツ助祭長、ゴドフロワ・ド・ブイヨンの軍に加わり聖地に赴き、トルコ人によりアンティオキアで処刑された。
- エルメジンデ（1075年 - 1143年） - 1096年にダグスブルク伯アルベルト1世・フォン・エギスハイム（1098年没）と結婚。1101年にナミュール伯ジョフロワ1世と結婚し[7]、後のルクセンブルク伯ハインリヒ4世を生んだ。
- ヴィルヘルム（1081年 - 1131年） - ルクセンブルク伯、マティルデ・フォン・バイヒリンゲンと結婚[8]。